# クリムゾン (ワイルドストーム)

『クリムゾン』(Crimson)は、脚本家のF.G.ハーゲンベック(Francisco Gerardo Haghenbeck)とオスカー・ピント(Oscar Pinto)によるストーリー・コンセプトを基に、漫画家のヒューバート・ラモス(Humberto Ramos)と漫画原作者ブライアン・オーガスティン(Brian Augustyn)とが創造したダーク・ファンタジー/ホラー・コミック・ブック・シリーズである。

## 出版歴
当シリーズは1998年から始まり月刊で24号まで発行された。最初の7冊は創造者所有権保持(creator ownership)のイメージ・コミックスのクリフハンガー(Cliffhanger)・インプリントから、残りの17冊はDCコミックスのワイルドストーム(Wildstorm)・インプリントから出版されている。
また同様に極悪非道のスカーレットX(Scarlet X)が主演する読み切りの増刊号も発行され、ジョー・ジ・インディアン(Joe the Indian)の誕生秘話を主軸としていた。

## 概要
『クリムゾン』は、友人達と共に夜遅く外出した際に吸血鬼のギャングから襲撃を受けた青年アレックス・エルダー(Alex Elder)を中心に展開する。毒牙にかかったアレックスは、彼を選ばれし者であると断言する、人類より前に現れた古代民族の最後の一人であるエキマス(Ekimus)によって救われた。アレックスは、通常の吸血鬼を超える力を獲得した最初で最後の人類となる。選ばれし者として、彼は吸血鬼族に終焉をもたらす。このシリーズは、アレックスが吸血鬼としての生き方に適応していく様と、選ばれし者の責任を背負う彼の姿を追っていく。当作品では、聖書のテーマや神と同様に、吸血鬼だけではなく人狼や、その他の超自然的存在や領域も描写されている。

## コレクテッド・エディションズ
当シリーズはDCコミックスより4冊のトレード・ペーパーバック(Trade paperback)にまとめられている。
- クリムゾン
  - ロイアリティ・アンド・ロス (Loyalty and Loss) #1〜6 160ページ 1999年6月 ISBN 1-56389-532-3
  - ヘヴン＆アース (Heaven & Earth) #7〜12 160ページ 2000年2月 ISBN 1-56389-647-8
  - アース・エンジェル (Earth Angel) #13〜18 160ページ 2001年3月 ISBN 1-56389-768-7
  - リデンプション (Redemption) #19〜24 160ページ 2001年10月 ISBN 1-56389-790-3

## 他媒体

### 玩具
当シリーズを元にした玩具がパリセイド・トイズ(Palisades Toys)から発売されていた。

## 参照
- Crimson (Image) - Grand Comics Database
- Crimson (DC) - Grand Comics Database
- Crimson - Comic Book DB